# Francisco Hyun-sol Kim
Francisco Hyun-sol Kim, mais conhecido como Chico (Cascavel, 17 de maio de 1991), é um futebolista brasileiro naturalizado sul-coreano. Atualmente está no Mirassol.

## Carreira

### Início
Nascido no Brasil, filho de pais sul-coreanos que deixaram a terra natal pra viver no Paraguai, tendo nacionalidade sul-coreana e paraguaia. Aos 16 anos, em 2007, Chico se mudou para o Brasil e dois anos depois, entrou para as categorias de base do Atlético Sorocaba. Estreou profissionalmente em 2012, com a camisa do time de Sorocaba, no Paulistão.
Em meados de 2012, foi emprestado ao Brasiliense.
Retornou no ano seguinte ao Atlético Sorocaba, integrando o elenco que disputou o Campeonato Paulista em 2013 e 2014. Ainda em 2014, jogou a Série C do Brasileiro pelo Tupi e o time quase subiu.
Em 2015, se destacou no XV de Piracicaba durante o Paulistão, onde atuou em 14 dos 16 jogos feitos pelo clube e marcou um gol, e foi contratado pelo Bragantino para a disputa da Série B do Brasileiro.
Em fevereiro de 2016, chegou ao Capivariano, onde disputou o Campeonato Paulista, até ter sua primeira experiência profissional fora do país, quando acertou com o Seoul E-Land, da Coréia do Sul. Ficou somente cinco meses na capital coreana.

### CRB
Em 2017, Chico voltou para o Brasil e acertou com o CRB por indicação do treinador Léo Condé. O primeiro gol com a camisa regatiana foi na partida contra o ABC, pelo Nordestão. No clube, entrou para seleção do Campeonato Alagoano como o melhor meia do estadual e tornou-se um dos destaques da equipe na Série B daquele ano. Foi o jogador que mais vestiu a camisa do CRB na temporada, com 52 jogos.

### Pohang Steelers
Ao se destacar na Série B pelo CRB, o Pohang Steelers contratou Chico por uma temporada.

### Ceará
Em 18 de dezembro de 2018, Chico foi anunciado pelo Ceará como reforço para a temporada de 2019. Estreou com a camisa alvinegra em 17 de janeiro de 2019.

### Atlético-GO
Em agosto de 2020, acertou com o Atlético-GO até o final do Campeonato Brasileiro - Série A.
No Dragão, o atacante somou três gols e oito assistências entre Campeonato Goiano, Copa do Brasil, Copa Verde e Brasileirão e em 2020, inclusive, participou da conquista do título estadual do time rubro-negro.

### Mirassol
Em 2020, chegou ao Mirassol, onde entrou em campo nove vezes, deu três assistências e ajudou na classificação da equipe do interior para a semifinal do Paulistão daquele ano.

### Juventude
Em abril de 2021, foi contratado pelo Juventude. Naquele ano, atuou 32 vezes, marcou um gol e distribuiu duas assistências e foi o autor do gol que garantiu o Juventude na Série A na vitória sobre o Corinthians por 1 a 0, no Estádio Alfredo Jaconi, pela última rodada do Brasileirão. Ao fim do ano, estendeu seu vínculo até 2022.
Em 2022, somou 44 partidas, dois gols e três assistências.

### Retorno ao Mirassol
Em fevereiro de 2023, retornou ao Mirassol. Em 13 de maio, marcou seu primeiro gol no clube, na vitória por 1x0 sobre o Juventude fora de casa. Naquele ano, disputou 40 jogos e marcou seis gols pela equipe, sendo titular ao longo de toda a Série B. Ao final do ano, renovou o contrato por mais uma temporada.

## Estatísticas
Até 12 de agosto de 2020.

### Clubes
| Clube               | Temporada         | Campeonato nacional | Campeonato nacional | Campeonato nacional | Copa nacional[a] | Copa nacional[a] | Copa nacional[a] | Competições continentais[b] | Competições continentais[b] | Competições continentais[b] | Outros torneios[c] | Outros torneios[c] | Outros torneios[c] | Total | Total | Total   |
| Clube               | Temporada         | Jogos               | Gols                | Assist.             | Jogos            | Gols             | Assist.          | Jogos                       | Gols                        | Assist.                     | Jogos              | Gols               | Assist.            | Jogos | Gols  | Assist. |
| ------------------- | ----------------- | ------------------- | ------------------- | ------------------- | ---------------- | ---------------- | ---------------- | --------------------------- | --------------------------- | --------------------------- | ------------------ | ------------------ | ------------------ | ----- | ----- | ------- |
| Seoul E-Land        | 2016              | 7                   | 0                   | 0                   | —                | —                | —                | —                           | —                           | —                           | —                  | —                  | —                  | 7     | 0     | 0       |
| Seoul E-Land        | Total             | 7                   | 0                   | 0                   | 0                | 0                | 0                | 0                           | 0                           | 0                           | 0                  | 0                  | 0                  | 7     | 0     | 0       |
| CRB                 | 2017              | 35                  | 4                   | 2                   | —                | —                | —                | —                           | —                           | —                           | 18                 | 4                  | 0                  | 53    | 8     | 2       |
| CRB                 | Total             | 35                  | 4                   | 2                   | 0                | 0                | 0                | 0                           | 0                           | 0                           | 18                 | 4                  | 0                  | 53    | 8     | 2       |
| Pohang Steelers     | 2018              | 5                   | 0                   | 1                   | —                | —                | —                | —                           | —                           | —                           | —                  | —                  | —                  | 5     | 0     | 1       |
| Pohang Steelers     | Total             | 5                   | 0                   | 1                   | 0                | 0                | 0                | 0                           | 0                           | 0                           | 0                  | 0                  | 0                  | 5     | 0     | 1       |
| Ceará               | 2019              | 11                  | 0                   | 1                   | 4                | 0                | 0                | —                           | —                           | —                           | 21                 | 5                  | 1                  | 36    | 5     | 2       |
| Ceará               | 2020              | 0                   | 0                   | 0                   | 0                | 0                | 0                | —                           | —                           | —                           | 0                  | 0                  | 0                  | 0     | 0     | 0       |
| Ceará               | Total             | 11                  | 0                   | 1                   | 4                | 0                | 0                | 0                           | 0                           | 0                           | 21                 | 5                  | 1                  | 36    | 5     | 2       |
| Mirassol            | 2020              | —                   | —                   | —                   | —                | —                | —                | —                           | —                           | —                           | 9                  | 0                  | 3                  | 9     | 0     | 3       |
| Mirassol            | Total             | —                   | —                   | —                   | —                | —                | —                | —                           | —                           | —                           | 9                  | 0                  | 3                  | 9     | 0     | 3       |
| Atlético Goianiense | 2020              | 1                   | 0                   | 0                   | —                | —                | —                | —                           | —                           | —                           | —                  | —                  | —                  | 1     | 0     | 0       |
| Atlético Goianiense | Total             | 1                   | 0                   | 0                   | 0                | 0                | 0                | —                           | —                           | —                           | 0                  | 0                  | 0                  | 1     | 0     | 0       |
| Total na carreira   | Total na carreira | 59                  | 4                   | 4                   | 4                | 0                | 0                | 0                           | 0                           | 0                           | 48                 | 9                  | 4                  | 111   | 13    | 8       |

- a. ^ Jogos da Copa do Brasil
- b. ^ Jogos da Copa Sul-Americana
- c. ^ Jogos da Copa do Nordeste, Campeonato Cearense e Copa Fares Lopes

## Títulos
CRB
- Campeonato Alagoano: 2017

Atlético Goianiense
- Campeonato Goiano: 2020

### Prêmios
- Seleção do Campeonato Alagoano: 2017[10]